# Molophilus ater
Molophilus ater är en tvåvingeart som först beskrevs av Johann Wilhelm Meigen 1804.  Molophilus ater ingår i släktet Molophilus och familjen småharkrankar. Arten är reproducerande i Sverige. Inga underarter finns listade i Catalogue of Life.

## Bildgalleri

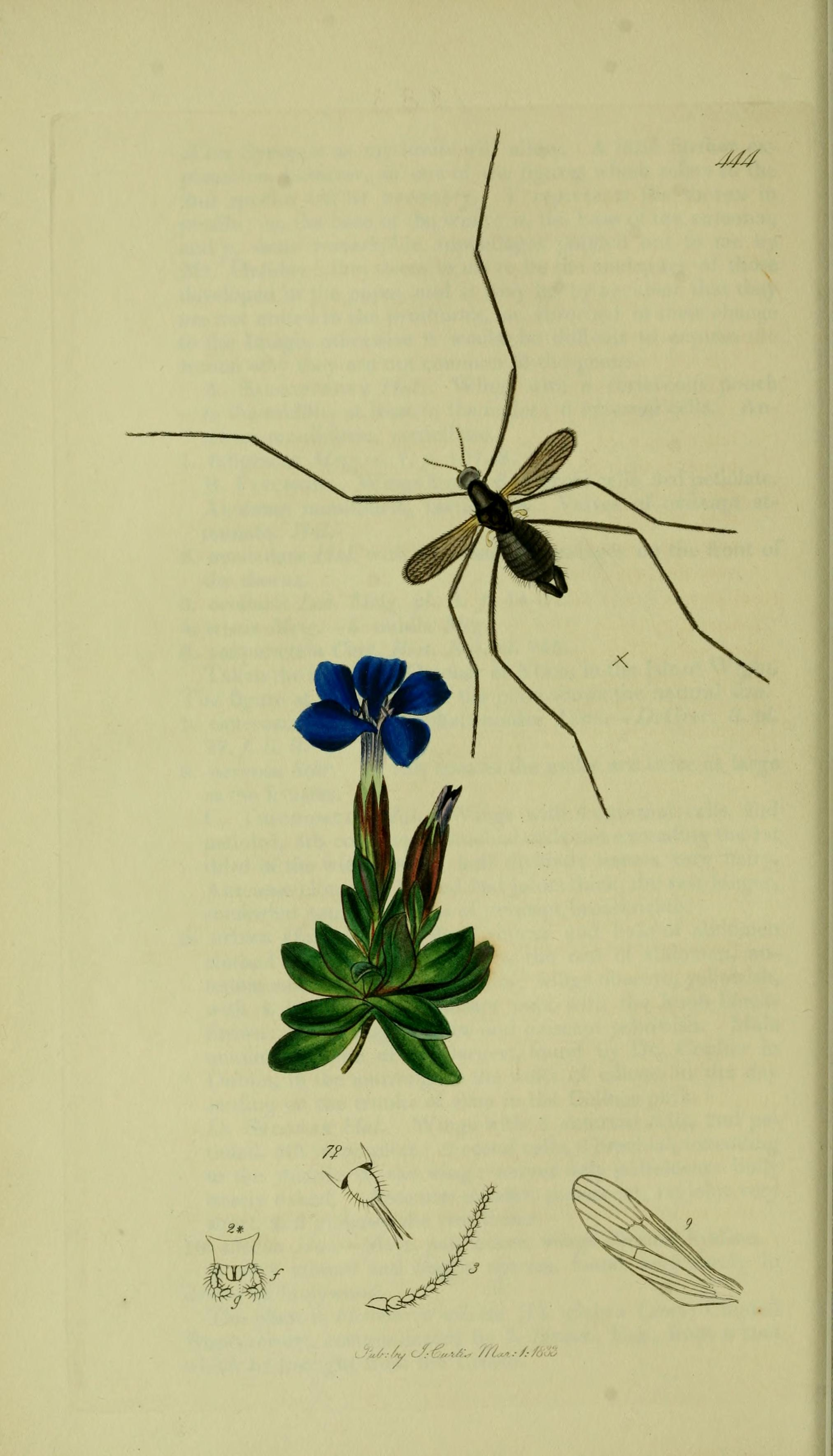